# Dolichosomastis archadia
Dolichosomastis archadia là một loài bướm đêm trong họ Noctuidae.